# Ruediger de Saxe
Titres
Prétendant au trône de Saxe
6 octobre 2012 – 29 mars 2022
(9 ans, 7 mois et 23 jours)
Prétendant au trône de Pologne
6 octobre 2012 – 29 mars 2022
(9 ans, 7 mois et 23 jours)
Ruediger de Saxe, duc de Saxe, margrave de Misnie (en allemand : Rüdiger von Sachsen, Herzog zu Sachsen, Markgraf von Meißen), né le 23 décembre 1953 à Mülheim et mort le 29 mars 2022 à Weinböhla, est un prince de la maison de Saxe et un des prétendants aux trônes de Saxe et de Pologne, de 2012 à sa mort.

## Biographie
Ruediger est le seul arrière-petit-fils du dernier roi de Saxe Frédéric-Auguste III en lignée agnatique (en lignée masculine, selon la loi salique). Son père, Thimo, contracte une union morganatique en épousant le 7 août 1952 à Mülheim, Margrit Lucas, née à Mülheim le 9 mai 1932, fille de Carl Lucas, maître-boucher à Mülheim, et de son épouse Hildegard Stube. Le couple devient parent de deux enfants : Ruediger de Saxe, né en 1953, et Iris de Saxe, née en 1955. Margrit (Lucas) de Saxe décède deux ans plus tard, à l'âge de 24 ans, le 6 juin 1957 à Mulheim.
Placé chez ses grands-parents maternels, Ruediger devient par la suite psychologue.
Après avoir travaillé comme psychologue en 2003, le prince Rüdiger a quitté son domicile de Westerwald pour s'installer à Moritzburg. Là, il fonde avec son fils aîné Daniel le service forestier de Wettin. La forêt qu'il possédait s'étendait sur environ 1 200 hectares.
En octobre 2012, après le décès d'Albert de Saxe, le prince Rüdiger s'est déclaré nouveau chef de la Maison royale de Saxe.

## Mariages et descendance
Ruediger épouse le 14 juin 1974, à Willich, Astrid Linke (Haale an der Saale, 5 juin 1949 - Stein-Wingert, Westerwald, novembre 1989), professeur d'université en psychologie clinique et psychopathologie, dont il a trois fils :
1. Daniel de Saxe, né à Duisbourg le 23 juin 1975, qui épouse en 2011 Sandra Scherer, dont deux enfants : Anna-Catharina (2013) et Gero (2015) ;
2. Arne de Saxe, né à Duisbourg le 7 mars 1977, qui épouse en 2011 Sarah Schneider (1977), dont deux filles : Rosa (2010) et Frida (2011) ;
3. Nils de Saxe, né à Duisbourg le 6 novembre 1978, qui épouse en 2008 Jedida Taborek (1979), dont trois enfants : Moritz (2009), Aurelie (2010) et Felicitas (2015).

Veuf, Ruediger de Saxe se remarie en janvier 2004 avec Diana Dorndorf, mais divorce un an plus tard.

## Mort
Ruediger de Saxe meurt d'une crise cardiaque, à son domicile à Weinböhla, près de Moritzburg, à l'âge de 68 ans, le 29 mars 2022.